# Trichonephila
Trichonephila es un género de arañas araneomorfas perteneciente a la familia Araneidae, y que junto al género Nephila, son conocidas como arañas de seda de oro debido al color de la seda que producen. Los hilos de rosca de su telaraña brillan como el oro a la luz del sol.  El macho es cerca de 1/5 del tamaño de la araña hembra. Las arañas de seda de oro exhiben comportamiento muy interesante. Con frecuencia, la hembra reconstruye la mitad de su tela cada mañana. Teje los elementos radiales, después se tejen los elementos circulares. Cuando ha terminado de tejer, vuelve y completa los boquetes. Además, las arañas jóvenes muestran un movimiento vibratorio cuando son acechadas por un depredador.

## Especies
Especies transferidas desde el género Nephila en 2019.
- Trichonephila antipodiana (Walckenaer, 1841) — China, Filipinas a Nueva Guinea, Islas Salomón, Australia
- Trichonephila clavata (L. Koch, 1878) — India a Japón
  - Trichonephila clavata caerulescens (Ono, 2011) — Japón
- Trichonephila clavipes (Linnaeus, 1767) — EE. UU. a Argentina. Introducida en Santo Tomé y Príncipe
  - Trichonephila clavipes fasciculata (De Geer, 1778) — EE. UU. a Argentina
  - Trichonephila clavipes vespucea (Walckenaer, 1841) — Argentina
- Trichonephila edulis (Labillardière, 1799) — Australia, Nueva Guinea, Nueva Caledonia, Nueva Zelanda
- Trichonephila fenestrata (Thorell, 1859) — Sudáfrica
  - Trichonephila fenestrata venusta (Blackwall, 1865) — África Central y Occidental
- Trichonephila inaurata (Walckenaer, 1841) — Mauricio, Reunión
  - Trichonephila inaurata madagascariensis (Vinson, 1863) — Sudáfrica a Seychelles
- Trichonephila komaci (Kuntner & Coddington, 2009) — Sudáfrica, Madagascar
- Trichonephila plumipes (Latreille, 1804) — Indonesia, Nueva Guinea, Australia, Nueva Caledonia, Vanuatu, Islas Salomón, Nueva Irlanda
- Trichonephila senegalensis (Walckenaer, 1841) — África Occidental a Etiopía
  - Trichonephila senegalensis annulata (Thorell, 1859) — Namibia, Sudáfrica
  - Trichonephila senegalensis bragantina (Brito Capello, 1867) — África Central
  - Trichonephila senegalensis hildebrandti (Dahl, 1912) — Madagascar
  - Trichonephila senegalensis huebneri (Dahl, 1912) — África Oriental
  - Trichonephila senegalensis keyserlingi (Blackwall, 1865) — Congo, África Oriental
  - Trichonephila senegalensis nyikae (Pocock, 1898) — África Oriental
  - Trichonephila senegalensis schweinfurthi (Simon, 1890) — Yemen
- Trichonephila sexpunctata (Giebel, 1867) — Brasil, Paraguay, Argentina
- Trichonephila sumptuosa (Gerstäcker, 1873) — África Oriental, Yemen (Socotra)
- Trichonephila turneri (Blackwall, 1833) — África Central y Occidental
  - Trichonephila turneri orientalis (Benoit, 1964) — África Central y Oriental